# 逯钦立
逯钦立（1910年10月29日—1973年8月6日），字卓亭，笔名胡蛮、祝本，山东省巨野县大义镇人，中国文史学家、古文献专家。

## 生平
1910年10月29日（农历九月二十七日）生于山东巨野大义集村的一个地主家庭。其祖父以商贩起家，两个伯父曾做过牛马生意，其父逯静轩为私塾先生。逯八岁时入私塾，后在家庭包办下与李氏成婚。
1929年春考入县立师范讲习所，暑假又考进菏泽县山东省第六中学，曾兼任校刊主编，开始发表新体诗和散文、小说等。1935年考入北京大学哲学系，1936年转入中文系，曾与刘禹昌、詹瑛、刘锡铭等组织“蠹社”，研讨元曲，又与汤用彤、任继愈等人保持来往。曾主编《北大周刊》, 并以笔名「胡蛮」（即英语的音译）发表杂文、散文和小说，宣传抗战。1937年卢沟桥事变爆发，逯钦立进入国立长沙临时大学，后与闻一多等295名北大、清华、南开三校师生步行自长沙经贵州抵达昆明。到云南后就读于西南联合大学文学院中文系。
1939年，逯钦立以北京大学学籍毕业，考入北京大学研究院文科研究所。其在文学组师从罗庸、杨振声，研修先秦两汉魏晋南北朝文学。1940年兼文科研究所研习助教。1942年在南溪李庄北大文科所办事处以毕业论文《诗记补正》通过答辩，并获教育部核发的硕士学位。毕业后，在历史语言研究所任助理研究员。1944年与罗筱蕖成婚。1945年，逯钦立协助傅斯年编辑抗战时期史语所的学术论集《六同别录》，并发表论文《汉诗别录》。
1946年，逯钦立随历史语言研究所迁回南京。此时逯钦立开始校辑《先秦汉魏晋南北朝诗》，并发表了多篇论文。1948年，历史语言研究所随中央研究院迁往台湾。10月，经傅斯年向广西大学校长陈剑翛推荐，逯钦立被聘为广西大学中文系副教授。遂移家桂林。1949年9月被广西大学继任校长盘珠祁聘为中文系教授。
中华人民共和国成立后，参与创办桂林文协和广西文联的筹建工作。1950年出任桂林市文联副主任，并被推举为桂林市人民代表。1951年10月被东北师范大学中文系聘为教授，移家长春。期间为其学生编写了多种中国古代文学的油印讲义、作品选等。1955年出任东北师范大学中文系古典文学教研室主任。后逯钦立重新辑校其《古诗纪补正》的书稿，与中华书局商议后定名为《先秦两汉三国晋南北朝诗》，最后出书时更名《先秦汉魏晋南北朝诗》。
文化大革命开始后，逯钦立被迫赋闲在家。1973年，逯钦立致函中华书局，询问《先秦两汉魏晋南北朝诗》书稿处理情况。中华书局复告其书稿“妥存我局”。8月6日，逯钦立赶赴学校参加批林批孔运动的途中突发心肌梗塞，后不治去世，终年64岁。

## 著作
逯钦立著有《屈原离骚简论》、《先秦汉魏晋南北朝诗》等。其所著《先秦汉魏晋南北朝诗》共250余万字，经过二十余年的修改和删定，被认为是先唐诗歌总集的集大成者，被誉为“研究上古中古文学者必备之书，填补空白之作”。